# الإيجاب والقبول

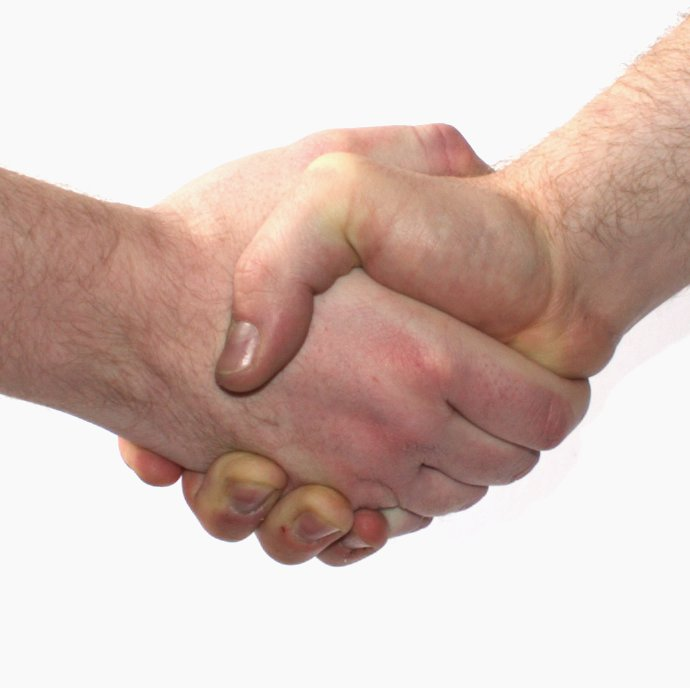
تُظهر الصورة مصافحة بين شخصين، كرمز للإيجاب والقبول، الذي يعبر عن الموافقة المتبادلة بين طرفين في سياقات اجتماعية أو قانونية

الإيجاب والقبول (بالانجليزية:Offer and acceptance) بداية ان العقد لا يعتبر صحيحا الا إذا توفرت فيه الشروط الثلاثة التالية الرضى والمحل والسبب. ويشترط هنا في كل من الإيجاب والقبول التطابق بينهما لتحقيق ركن التراضي. كما أن كل من الإيجاب والقبول يمثل ارادة أحد المتعاقدين في ابرام العقد.

## الإيجاب
(Offer) يعرّف الإيجاب بأنه «تعبير عن الاستعداد للتعاقد بشروط معينة، بقصد أن يصبح ملزماً بمجرد قبوله من قبل الشخص الموجه إليه»، والإيجاب هو بيان بالشروط التي يكون مقدم العرض على استعداد للالتزام بها. كمانها النية التعاقدية الحالية للالتزام بعقد محدد بشروط محددة يتم إبلاغها للطرفين.كما انه من الواضح أن العرض الذي يقدمه أحد الأشخاص أولا لغيره عارضا فيه إبرام عقد هو الإيجاب في العقد. ويمكن أن يصدر الإيجاب عن أي شخص بغض النظر عن صفته المستقبلية في العقد، فلا يشترط لاعتبار العرض إيجابا في عقد البيع مثلا أن يكون صادرا عن الشخص الذي سيأخذ صفة البائع أو صفة المشتري في العقد بعد إبرامه. بل المهم هو ترتيب العرضين، فالعرض الأول سواء صدر عن المشتري «المستقبلي» أو عن البائع هو الذي يعتبر إيجابا، بينما الرد التالي المتضمن الموافقة على الإيجاب المقدم فهو القبول.
قد يتخذ التعبير عن العرض (الإيجاب) أشكالًا مختلفة، يمكن تقديم العروض في رسالة، أو إعلان في جريدة، أو فاكس، أو بريد إلكتروني شفهيًا، أو حتى سلوك. لا يمكن أن يكون الإيجاب أساسًا لعقد ملزم إلا إذا كان يحتوي على الشروط الأساسية للعقد. على سبيل المثال، كحد أدنى من متطلبات بيع عقود البضائع، يجب أن يتضمن الإيجاب على الأقل 4 شروط: تاريخ التسليم، والسعر وشروط الدفع.

## الدعوة للتفاوض
الدعوة للتفاوض ليست ايجاباَ، ولكنها إشارة إلى رغبة الشخص في التفاوض على العقد. كأن تكون إشارة من مالك العقار أنه قد يكون مهتمًا بالبيع بسعر معين، وعادة ما يعتبر عقد المزاد العلني دعوة للتفاوض. من إحدى أهم الأمثلة على الدعوى للتفاوض، في عام 2002-2003 قررت شركة إيستمان كوداك تنزيل اعلان عن كاميرا في يوم الكريسماس على أن يكون سعر الكاميرا (666) بدلا من (999) وعن طريق الخطأ كان السعر الذي عرض هو (66) لاحظت الشركة بيع (20000) كاميرا خلال ساعتين مما اثار الشكوك لديها، وعندما ادركت الأمر قامت بتعطيل الموقع، وعند حلول موعد التسليم قامت الشركة بالاعتذار للعملاء عن هذا الخطأ وامتناعها عن تسليم الكاميرات، مما دعى الزبائن إلى رفع دعوى على شركة kodak. كان من مصلحة الشركة اثبات أن ما حدث هو دعوة للتفاوض وبالتالي لا يترتب عليها أي أثر قانوني، أما بالنسبة للمحامي عن العملاء اقر بأنه وجود كلمة buy it now بالإضافة إلى وصول رسائل تأكيد للعملاء يعتبر دليل على انه Offer and Acceptance (قبول) وتم عويض العملاء عن ذلك.

## عقد احادي الاطراف
يتم إنشاء عقد أحادي عندما يعرض شخص ما القيام بشيء ما «مقابل» أداء الفعل المنصوص عليه في العرض. أي أنه عرض يصدر من شخص ولكن ليس لفرد معين وانما لمجموعة من الأفراد، أي يمكن القول أن هذا العقد يكون بين طرف وجمهور. مثال على ذلك: كأن يعرض شخص على مجموعة أشخاص اصلاح سيارته مقابل مبلغ معين.يمكن مقارنة العقد الانفرادي بعقد ثنائي، حيث يكون العقد الثنائي بتبادل وعود بين طرفين. على سبيل المثال، عندما تعد (أ) ببيع سيارتها و (ب) تعد بشراء السيارة.

## إلغاء الإيجاب
يجوز لمقدم العرض إبطال العرض قبل قبوله، ولكن يجب إبلاغ الإلغاء إلى الطرف الآخر. ولكن إذا كان العرض هو في عقد أحادي الأطراف، فلا يمكن إلغاء العرض بمجرد أن يبدأ الطرف الآخر في الأداء.

## القبول
هو الوعد أو التصرف من الطرف الآخر الذي يشير إلى الرغبة في الالتزام بالشروط والأحكام الواردة في العرض. أيضا، إقرار من المسحوب عليه الذي يلزم المستفيد بشروط العقد أو الاتفاق.

## شروط القبول
هو الذي يصدر اخرا بحيث يكون رد على الإيجاب الذي صدر أولا ويجب أن يكون عن رضى تام وفي نفس مجلس العقد، أما في حال خرج الشخص الذي كان عليه القبول من مجلس العقد ثم أقر قبوله فلا يعتبر قبول وانما أصبح ايجابا جديدا. وإذا كان هناك أي اختلاف، في الشروط الجوهرية للعقد كالثمن والرضى ومحل العقد، يعتبر العقد باطل.

## وفاة مقدم العرض
عموما وفاة (أو عجز) مقدم العرض ينهي العرض. وهذا لا ينطبق على عقود الخيار.

## وفاة متلقي العرض
يصبح العرض باطلاً عند وفاة المتلقي.